# 피우진
피우진(皮宇鎭, 1956년 8월 20일~)은 대한민국 육군 예비역 중령이자 제29대 국가보훈처장(2017. 5.~2019. 8.)이다.

## 생애
교사로 근무하다가 1979년 소위로 임관해 특전사 중대장을 지냈고, 이후 육군 항공병과로 자원해 훈련을 거쳐 1981년 헬기 조종사가 됐다. 육군항공학교 회전익 14기인 그녀는 여군 1호 헬기 조종사인 김복선 예비역 대위보다 7개월 늦은 1981년 8월부터 이듬해 1월까지 비행교육을 받았다. 육군 205 항공대대 헬기 조종사를 지내며 남성 군인들도 감당하기 어려운 여건에서 스스로 힘으로 여성이 처음 가는 길을 개척해 왔다는 평가를 받았다.
이과정에서 남녀 성차별을 지독할 정도로 많이 당해왔는데 심지어는 소령 시절 본인이 소령임에도 불구하고 보직을 소대장으로 배치해서 중대장인 대위의 부하가 되길 강요당하기도 했다. 게다가 단지 여군이라는 이유로 인해 온갖 탄압을 받아 왔고 진급 역시 대령 진급을 막아버릴 정도로 심각한 차별을 당했다. 당시 상급자들은 여군 부하들에게 성추행으로 의심되는 목적으로 회식에 참석하길 강요했으나 피우진이 그 여군 부하들에게 전투복 차림으로 회식에 참석하도록 명령을 내려 성추행을 당하는 것을 막았다. 피우진이 중령이던 2005년에는 피우진의 동기인 1979년 소위 임관자들 중 남군들이 무려 준장에 도달했을 정도로 피우진은 진급에 굉장히 심한 차별을 당했다.
2002년 유방암 판정을 받으면서 한쪽 가슴을 절제했지만, 군 임무수행에 방해가 된다고 스스로 판단해 다른 한쪽 가슴도 도려냈다. 그렇게 3년 동안 후유증 없이 복무할 수 있었다. 하지만 군은 2006년 2급 장애 판정을 받은 피우진 중령에게 전역 명령을 내렸다. 암 병력이 있거나 유방을 절제했을 경우 전역하도록 규정한 군 인사법 시행규칙 때문이었다. 피우진 중령은 군의 조치가 부당하다며 전역 취소소송을 제기해서 2008년 복직했다. 피우진 중령은 복직하면서 “나에게 군은 전부였고, 군을 사랑한다. 나는 영원한 군인”이라고 말했다. 2008년 5월 복귀 이후 육군항공학교 교리발전처장을 지냈고, 이듬해 2009년 정년이 되어 중령으로 전역하였다.
한편, 2008년 제18대 총선에서 진보신당 비례대표 3번으로 입후보했지만, 국회 입성에 실패했다.
2017년 5월 문재인 정부가 출범하자 국가보훈처장으로 임명되어 첫 여성 보훈처장이 되었다.

## 논란
- 김원봉과 손혜원 부친 손용우 씨의 서훈 수여를 둘러싸고 논란이 있었고, 자유한국당 정태옥 의원이 정무위 전체회의에서 문제를 제기했다.[6]

- 2019년 10월 정무위 국감에서 손혜원 부친 수사 건과 관련해 증인 선서를 거부해 논란이 되었다.[7]

## 학력
- 충주여자중학교
- 청주여자상업고등학교
- 청주대학교 사범대학 체육교육과 학사
- 육군보병학교
- 육군항공학교
- 국방대학교 행정학사 33기(1988년)
- 건국대학교 대학원 체육교육학과 보관됨 2018-08-11 - 웨이백 머신 체육학 석사

## 경력
- 1979년 대한민국 육군 소위 임관
- 1군사령부 여군대장
- 항공단 본부 부단장
- 육군항공학교 학생대장
- ~2009년 9월 대한민국 육군 중령
- 2017년 5월 17일~2019년 8월 14일: 제29대 국가보훈처장

## 역대 선거 결과
| 실시년도 | 선거  | 대수 | 직책     | 선거구   | 정당     | 득표수    | 득표율         | 순위         | 당락 | 비고 |
| -------- | ----- | ---- | -------- | -------- | -------- | --------- | -------------- | ------------ | ---- | ---- |
| 2008년   | 총선  | 18대 | 국회의원 | 비례대표 | 진보신당 | 504,466표 | \| \| 2.94% \| | 비례대표 3번 | 낙선 |      |
|          | 2.94% |      |          |          |          |           |                |              |      |      |

## 저서
- 《여군은 초콜릿을 좋아하지 않는다》 (2006, 삼인, ISBN 8991097588)

## 같이 보기
- 캐리 로런츠(Carey Lohrenz) : 피우진처럼 복직을 위한 법적투쟁을 벌인 미국의 여자 군인